# Acalypha colombiana
Acalypha colombiana é uma espécie de flor do gênero Acalypha, pertencente à família Euphorbiaceae.